# Liga del Norte de Coahuila 2021
La Temporada 2021 de la Liga del Norte de Coahuila fue la edición número 52 de la tercera etapa de este circuito, debido a la cancelación de la Temporada 2020, por la pandemia del coronavirus. Tuvo como inicio el 23 de mayo.
Para este año hubo una reducción en el número de equipos de 10 a 8 respecto a la temporada anterior, los equipos de Acereros de Monclova, Agricultores de Morelos, Alambrados de Allende, Atléticos de Acuña, Barreteros de Barroterán, Diablos de Nadadores y Venados de Castaños dejaron de participar en esta edición. En su lugar participaron los Azules de Piedras Negras, los Ferrocarrileros de Ramos Arizpe, los Halcones de CEUC Monclova, los Mets de Agujita y los Saraperos de Saltillo, el resto de los equipos se mantuvo.
Los Halcones de CEUC Monclova se coronaron campeones al derrotar en la Serie Final a los Carboneros de Nava por 4 juegos a 1. 

## Equipos participantes
| Liga del Norte de Coahuila 2021 |         |                          |
| Equipo                          | Mánager | Sede                     |
| Azules de Piedras Negras        |         | Piedras Negras, Coahuila |
| Bravos de Sabinas               |         | Sabinas, Coahuila        |
| Carboneros de Nava              |         | Nava, Coahuila           |
| Ferrocarrileros de Ramos Arizpe |         | Ramos Arizpe, Coahuila   |
| Halcones de CEUC Monclova       |         | Monclova, Coahuila       |
| Mets de Agujita                 |         | Agujita, Coahuila        |
| Saraperos de Saltillo           |         | Saltillo, Coahuila       |
| Tuzos de Palaú                  |         | Palaú, Coahuila          |

## Posiciones
- Actualizadas las posiciones al 1 de agosto de 2021.

| Liga del Norte de Coahuila | Liga del Norte de Coahuila | Liga del Norte de Coahuila | Liga del Norte de Coahuila | Liga del Norte de Coahuila |
| Equipo                     | JG                         | JP                         | PCT                        | JV                         |
| -------------------------- | -------------------------- | -------------------------- | -------------------------- | -------------------------- |
| Saltillo                   | 12                         | 6                          | .667                       | -                          |
| Sabinas                    | 13                         | 7                          | .650                       | -                          |
| Monclova                   | 11                         | 7                          | .611                       | 1.0                        |
| Ramos Arizpe               | 12                         | 8                          | .600                       | 1.0                        |
| Nava                       | 9                          | 11                         | .450                       | 4.0                        |
| Piedras Negras             | 9                          | 11                         | .450                       | 4.0                        |
| Palaú                      | 9                          | 12                         | .450                       | 4.0                        |
| Agujita                    | 3                          | 17                         | .150                       | 10.0                       |

| Clasificado a los playoffs |

## Playoffs
|  | Primer Playoff | Primer Playoff | Primer Playoff |                |   | Final    | Final | Final |  |   | Final    | Final | Final |  |
|  |                |                |                |                |   |          |       |       |  |   |          |       |       |  |
|  |                |                |                |                |   |          |       |       |  |   |          |       |       |  |
|  | 4              | Ramos Arizpe   | 2              |                |   |          |       |       |  |   |          |       |       |  |
|  | 4              | Ramos Arizpe   | 2              |                |   |          |       |       |  |   |          |       |       |  |
|  | 3              | Monclova       | 3              |                |   |          |       |       |  |   |          |       |       |  |
|  | 3              | Monclova       | 3              |                | 3 | Monclova | 3     |       |  |   |          |       |       |  |
|  |                |                |                |                | 3 | Monclova | 3     |       |  |   |          |       |       |  |
|  |                |                | 1              | Saltillo       | 2 |          |       |       |  |   |          |       |       |  |
|  | 5              | Nava           | 1              | Saltillo       | 2 | 3        |       |       |  |   |          |       |       |  |
|  | 5              | Nava           |                |                |   |          |       |       |  |   |          |       |       |  |
|  | 2              | Sabinas        | 1              |                |   |          |       |       |  |   |          |       |       |  |
|  | 2              | Sabinas        | 1              |                |   |          |       |       |  | 3 | Monclova | 4     |       |  |
|  |                |                |                |                |   |          |       |       |  | 3 | Monclova | 4     |       |  |
|  |                |                | 5              | Nava           | 1 |          |       |       |  |   |          |       |       |  |
|  |                |                | 5              | Nava           | 1 |          |       |       |  |   |          |       |       |  |
|  |                |                |                |                |   |          |       |       |  |   |          |       |       |  |
|  |                |                |                |                |   |          |       |       |  |   |          |       |       |  |
|  |                | 5              | Nava           | 3              |   |          |       |       |  |   |          |       |       |  |
|  |                |                |                | 3              |   |          |       |       |  |   |          |       |       |  |
|  |                |                | 6              | Piedras Negras | 1 |          |       |       |  |   |          |       |       |  |
|  | 6              | Piedras Negras | 6              | Piedras Negras | 1 | 3        |       |       |  |   |          |       |       |  |
|  | 6              | Piedras Negras |                |                |   |          |       |       |  |   |          |       |       |  |
|  | 1              | Saltillo       | 2              |                |   |          |       |       |  |   |          |       |       |  |
|  | 1              | Saltillo       | 2              |                |   |          |       |       |  |   |          |       |       |  |
|  |                |                |                |                |   |          |       |       |  |   |          |       |       |  |